# Лофол (Вашингтон)
Лофол (енгл. Lofall) насељено је место без административног статуса у америчкој савезној држави Вашингтон.

## Демографија
По попису из 2010. године број становника је 2.289.
| Група             | 2000.    | 2010.         |
| Белци             | 0 (0,0%) | 2.046 (89,4%) |
| Афроамериканци    | 0 (0,0%) | 27 (1,2%)     |
| Азијати           | 0 (0,0%) | 28 (1,2%)     |
| Хиспаноамериканци | 0 (0,0%) | 93 (4,1%)     |
| Укупно            | 0        | 2.289         |